# 歡喜婆婆俏媳婦
《欢喜婆婆俏媳妇》，香港剧名《八星报喜赐良缘》，是一部2010年首播的中国大陆民国家庭喜剧，由北京紫骏长河影视文化传媒有限公司、于正工作室和深圳广播电影电视集团联合出品，A&B Film Enterprises Limited 海外獨家發行。香港导演杨志坚、周家文执导，大陆知名电视制片人于正担当编剧及制作，并由苑琼丹、戴娇倩、何晟铭、胡杏儿、刘恺威、李菁菁、張達明、杨蓉、高昊等人领衔主演。全剧以民国时期为背景，讲述了身为前清光绪帝表姐的女主人公在丈夫出轨、婚姻失败的情况下，悉心养育三个儿子长大成人，并为他们严格挑选媳妇，期间与三个儿媳闹出了不少啼笑皆非的故事。
本剧于2010年1月16日在上海胜强影视基地正式开机拍摄，同年3月18日杀青关机。2010年10月10日，本剧在深圳电视台电视剧频道全国首播，2011年2月3日在江苏卫视黄金档上星播出。台湾于2010年12月8日在中视数位台八点档首播，香港于2011年1月31日在有线娱乐台首播。

## 演員陣容

### 鐵家
| 演員             | 角色                             | 角色介绍 | 登場集數    |
| 苑瓊丹           | 馬玲瓏 国配：王蕙君              | 虽然长相不佳，却为人单纯可爱，努力上进，相信笨鸟先飞，却因为想当然而常常闹出笑话，她希望她的三个儿子能娶到她理想中的儿媳妇，可是总是事与愿违，最终只能在打打闹闹里慢慢磨合。           | 全劇        |
| 劉愷威           | 鐵長生 国配：姜广涛              | 面冷心热，单纯，对爱情专一，虽然不具备能赚大钱的本事，却十分地努力。 | 1-24、27-33 |
| 胡杏兒           | 錢滿貫 国音：苏柏丽 粤配：王慧珠 | 从小把钱看得比命还重要，却不小心押错了宝爱上了长生，在一次次的拉据战之后，终于发现自己离不开长生，只好嫁进铁家，企图改造长生，在慢慢地相处中，渐渐明白金钱不是最重要的，亲情才最重要。 | 3-33        |
| 何晟銘           | 鐵長歡 国配：陳浩 粤配：苏裕邦   | 嘴甜舌滑，哄女人本事一流，却在几次与佟金玉的奇妙际遇中爱上了佟金玉，从此便在爱情面前全面沦陷，鬼点子超多，是家里的智多星，和佟金玉是对欢喜冤家。                                       | 全劇        |
| 戴嬌倩 童年:董慧 | 佟金玉 国配：季冠霖 粤配：鄭家蕙 | 满清格格，因看不惯家里的封建，一心想要革命，可惜思想单纯，为人仗义，屡屡被骗，虽然失去了奋斗的目标，却赢来了两个男人的爱，是个十分幸福的女人，也算是一生圆满。                         | 2-33        |
| 高昊             | 鐵長俊 国配：張傑                | 留洋回来，满脑子新思想，跟所有人都格格不入，其实在一心改革的背后隐藏着一颗阳光朝气的心，一心执着的爱着比自己大三岁的朱八姐。                                                           | 9-33        |
| 楊蓉             | 朱八姐 国配：張凱 粤配：莊巧兒   | 养鸡专业户，嫁了八次还没嫁掉，决定学习媒婆经验，自我推销，可是却一再失败，最终反而被她一直认为是小屁孩的长俊爱上，受到了玲珑的极力反对，后嫁进铁家。                                   | 全劇        |
| 吳孟達           | 鐵木爾                           | 前清将军，因世袭带来荣耀，也因世袭而娶了他所不喜欢的玲珑，清朝灭亡后跟阿娇私奔，后被抛弃回来，才觉得家有丑妻如宝，夫妻和好。                                                           | 1、23-33    |

### 其他角色
| 演員   | 角色              | 角色介绍 | 登場集數    |
| 李菁菁 | 賈苗條            | 钱满贯之母，自认天下第一美女，却肥胖如猪，非常拜金，对童年时做有钱人的记忆颇深刻，希望回到从前。 | 全劇        |
| 張達明 | 錢英俊            | 钱满贯之父，一心读书，想娶颜如玉，可是娶回了贾苗条。整日做白日梦，把贾家醋坊败光。 | 全劇        |
| 陈晓   | 郭嘯天 國配:王凱  | 郭大帅之子，大帅年老后接管了大帅府，一次被人暗杀受了重伤后，倒在了金玉的面前，被金玉所救，对金玉产生了情愫。也知道她是有夫之婦，只是他認為長歡給不了金玉幸福，執意讓金玉嫁給他，成為金玉的後夫，磨合過程中明白強扭的瓜不甜的道理，在一次抗擊日軍的行動中中了毒箭，傷勢過重，知道自己沒有幾天好活後便選擇放手，讓金玉與自己的感情昇華為永恆的友情，最後死在回家鄉的路上。 | 9、11-28    |
| 聂鑫   | 滕秀莲            | 本为胡清远之妻，后因陷害满贯遭恶整，跳河失忆，一心爱长生。 | 1-7、17-30  |
| 罗延   | 周叔              | 滕秀莲的管家。 | 1-6、21     |
| 梅丽娜 | 阿红 粤配：柚子蜜 | 玲珑之徒 | 1-6、18、21 |
| 魏巍   | 方平              | 珣太妃之奴才，似乎對朱八姐有好感。 | 12-15       |
| 吕佳容 | 田福晋            | |             |

### 客串角色
| 演員   | 角色  | 角色介绍                                                  | 登場集數 |
| 佟麗婭 | 喜 蘭 | 金玉后母之一，为人刁钻 ，喜欢掌控一切，却对金玉没有办法。 | 17-20    |

## 電視劇歌曲
| 曲序 | 曲目                 |      | 作曲 | 演唱           |
| ---- | -------------------- | ---- | ---- | -------------- |
| 1.   | 《歡喜歌》（主題曲） | 于正 | 譚旋 | 何晟銘、胡杏兒 |
| 2.   | 《厲害了》（片尾曲） | 于正 | 譚旋 | 何晟銘         |

## 中視首播收視率
| 播映日期               | 週數     | 集數  | 平均收視率 | 排名 | 備註                                |
| ---------------------- | -------- | ----- | ---------- | ---- | ----------------------------------- |
| 2010-12-08～2010-12-09 | 1        | 01-02 | 0.75       | 5    |                                     |
| 2010-12-13～2010-12-16 | 2        | 03-06 | 1.00       | 5    |                                     |
| 2010-12-20～2010-12-23 | 3        | 07-10 | 1.05       | 5    |                                     |
| 2010-12-27～2010-12-30 | 4        | 11-14 | 1.04       | 5    |                                     |
| 2011-01-03～2011-01-04 | 5        | 15-16 | 1.13       | 4    | 1月4日完結篇，播出時間為20:00-21:00 |
| 平均收視               | 平均收視 | -     | 0.99       | -    |                                     |

- 同時段八點檔：
  - 民視《夜市人生》
  - 台視《家有四千金》
  - 華視《包青天》
  - 三立台灣台《家和萬事興》
  - 大愛《一閃一閃亮晶晶／路邊董事長》
- 由AGB尼爾森調查，調查範圍是四歲以上收看電視之觀眾。
- 資料來源：中時娛樂、凱絡媒體週報

## 外部連結
- 《歡喜婆婆俏媳婦》新浪專題 （页面存档备份，存于）
- 中視歡喜婆婆俏媳婦官網（繁體中文）
- 香港有線電視娛樂台官方網站 （页面存档备份，存于）（繁體中文）
- 和訊博客網[永久]（繁體中文）
- 鳳凰娛樂網 （页面存档备份，存于）（繁體中文）

## 作品的變遷
| 中視 八點全家劇場 星期一至星期四20:00~22:00 | 中視 八點全家劇場 星期一至星期四20:00~22:00 | 中視 八點全家劇場 星期一至星期四20:00~22:00 |
| ------------------------------------------- | ------------------------------------------- | ------------------------------------------- |
|                                             | 歡喜婆婆俏媳婦 （2010.12.08 - 2011.01.04）  |                                             |
| 妻子們的戰爭 （2010.10.04 - 2010.12.07）    | 怪俠一枝梅 （2011.01.04 - 2011.01.31）      |                                             |

| 香港 有線娛樂台 星期一至五 23:00 - 00:00 | 香港 有線娛樂台 星期一至五 23:00 - 00:00   | 香港 有線娛樂台 星期一至五 23:00 - 00:00 |
| ---------------------------------------- | ------------------------------------------ | ---------------------------------------- |
|                                          | 八星報喜賜良緣 （2011.01.31 - 2011.03.11） |                                          |
| 同伊 （2010.10.11 - 2011.01.28）         | 濟眾院 （2011.03.14 - 2011.05.06）         |                                          |